# 청사완역
이 문서의 광둥어 명칭 ("청사완")은 위키백과 자체의 광둥어 표기법을 따른 것입니다. 따라서 통용 표기법과는 다를 수 있습니다.
청사완 (중국어 정체자: 長沙灣, 월병: Coeng4saa1waan4, 광둥어 예일: Chèungsāwàan) 역은 홍콩 삼서이보 구 청사완 로에 위치한 홍콩 지하철 췬완 선의 역이다. 췬완 선에서는 삼서이보 역과 라이지곡 역 사이에 위치해 있다. 1982년 5월 문을 열었으며 역 상징색은 베이지색이다.
지하철역을 처음 계획할 당시에는 '소욱' (So Uk, 蘇屋)이라는 이름을 붙이고자 했으나 지금의 이름으로 바뀌었다. 역 부근에 레이청욱 옛무덤이 있다.

## 역 구조
| G         | 지상                       | 출구                            |
| L1        | 대합실                     | 고객서비스, MTR샵               |
| L1        | 대합실                     | 자판기, ATM기                   |
| L2 승강장 | 승강장 2                   | → 췬완선 중완 방면 (삼서이보) → |
| L2 승강장 | 섬식 승강장, 오른쪽문 열림 |                                 |
| L2 승강장 | 승강장 1                   | ← 췬완선 췬완 방면 (라이지곡)   |

## 출입구
- A1/A2/A3: 통킨 가
- B: 포춘 단지, 청사완 놀이터, IVE (WHK)
- C1: 윙룽 가
- C2: 청사완 로[2]

## 교통

### 미니버스
- 명애의원: 45M (A3 출구)
- 원더랜드 빌라: 97A (C2 출구)

### 버스
- 소욱 단지: 2 (A3 출구)